# 샤도우 빌더
《샤도우 빌더》(영어: Shadow Builder)는 캐나다와 미국에서 제작된 제이미 딕슨 감독의 1998년 공포 비디오 영화이다. 마이클 루커, 레슬리 호프, 숀 톰프슨, 앤드루 잭슨, 케빈 지거스, 토니 토드 등이 출연하였다. 브램 스토커가 1881년에 출판한 단편 소설집에 실린 "The Shadow Builder"가 원작이다.

## 줄거리
사악한 대주교와 그 추종자들이 세상을 멸망시키기 위해 악령을 소환한다. 하지만 악령은 자신을 불러낸 자들을 제일 먼저 죽인다. 이들의 몸은 고체 그림자로 변한 뒤 빛에 닿은 순간 붕괴된다.
악령은 빛을 가장 싫어하나 사람을 죽일 때마다 강력해져 빛에 대한 저항력 역시 증대한다. 악령이 개들을 조종하여 주민들을 죽이면서 마을은 위기에 처한다. 악령은 이제 한 소년을 희생하여 지옥문을 열고 세상에 널리 악을 퍼트리고자 한다.

## 출연
- 마이클 루커 - 제이컵 바시 역
- 레슬리 호프 - 제니퍼 해처 역
- 숀 톰프슨 - 샘 로건 보안관 역
- 앤드루 잭슨 - 섀도빌더 역
- 케빈 지거스 - 크리스 해처 역
- 토니 토드 - 에버트 커비 역
- 샬럿 설리번 - 재즈 역
- 데이비드 캘더리시 - 비숍 갤로 역
- 폴 솔스 - 버터먼 씨 역
- 빌리 메이 리처즈 - 버터먼 부인 역
- 스티븐 블룸 - 섀도빌더 역 (목소리)
- 고든 마이클 울벳
- 토비 프록터

## 기타 제작진
- 협력 제작: 이언 홀
- 미술: 이언 홀